# Puccinia polliniae-quadrinervis
Puccinia polliniae-quadrinervis ist eine Ständerpilzart aus der Ordnung der Rostpilze (Pucciniales). Der Pilz ist ein Endoparasit des Süßgrases Eulalia quadrinervis. Symptome des Befalls durch die Art sind Rostflecken und Pusteln auf den Blattoberflächen der Wirtspflanzen. Sie ist in Ostasien verbreitet.

## Merkmale

### Makroskopische Merkmale
Puccinia polliniae-quadrinervis ist mit bloßem Auge nur anhand der auf der Oberfläche des Wirtes hervortretenden Sporenlager zu erkennen. Sie wachsen in Nestern, die als gelbliche bis braune Flecken und Pusteln auf den Blattoberflächen erscheinen.

### Mikroskopische Merkmale
Das Myzel von Puccinia polliniae-quadrinervis wächst wie bei allen Puccinia-Arten interzellulär und bildet Saugfäden, die in das Speichergewebe des Wirtes wachsen. Aecien oder Spermogonien der Art sind nicht bekannt. Die zimtbraunen Uredien des Pilzes wachsen unterseitig auf den Wirtsblättern. Ihre ebenfalls zimtbraunen Uredosporen sind 26–30 × 26–30 µm groß, kugelig und leicht warzig. Die blattunterseitig wachsenden Telien der Art sind schwarzbraun, pulverig und früh offenliegend. Die kastanienbraunen Teliosporen sind zweizellig, breitellipsoid und 30–36 × 23–26 µm groß. Ihre Stiele sind farblos und bis zu 60 µm lang.

## Verbreitung
Das bekannte Verbreitungsgebiet von Puccinia polliniae-quadrinervis umfasst Japan und die Philippinen.

## Ökologie
Die Wirtspflanze von Puccinia polliniae-quadrinervis ist Eulalia quadrinervis. Der Pilz ernährt sich von den im Speichergewebe der Pflanzen vorhandenen Nährstoffen, seine Sporenlager brechen später durch die Blattoberfläche und setzen Sporen frei. Die Art verfügt über einen Entwicklungszyklus, von dem bislang lediglich Telien und Uredien sowie deren Wirt bekannt sind; Spermogonien und Aecien konnten dem Pilz nicht zugeordnet werden.